# Golfe de Lingayen
Le golfe de Lingayen est un golfe de la mer de Chine méridionale, dans l'océan Pacifique, qui baigne les côtes des Philippines. Il est formé par le littoral sud de la région d'Ilocos, dans l'ouest de l'île de Luçon et le nord-ouest du pays.

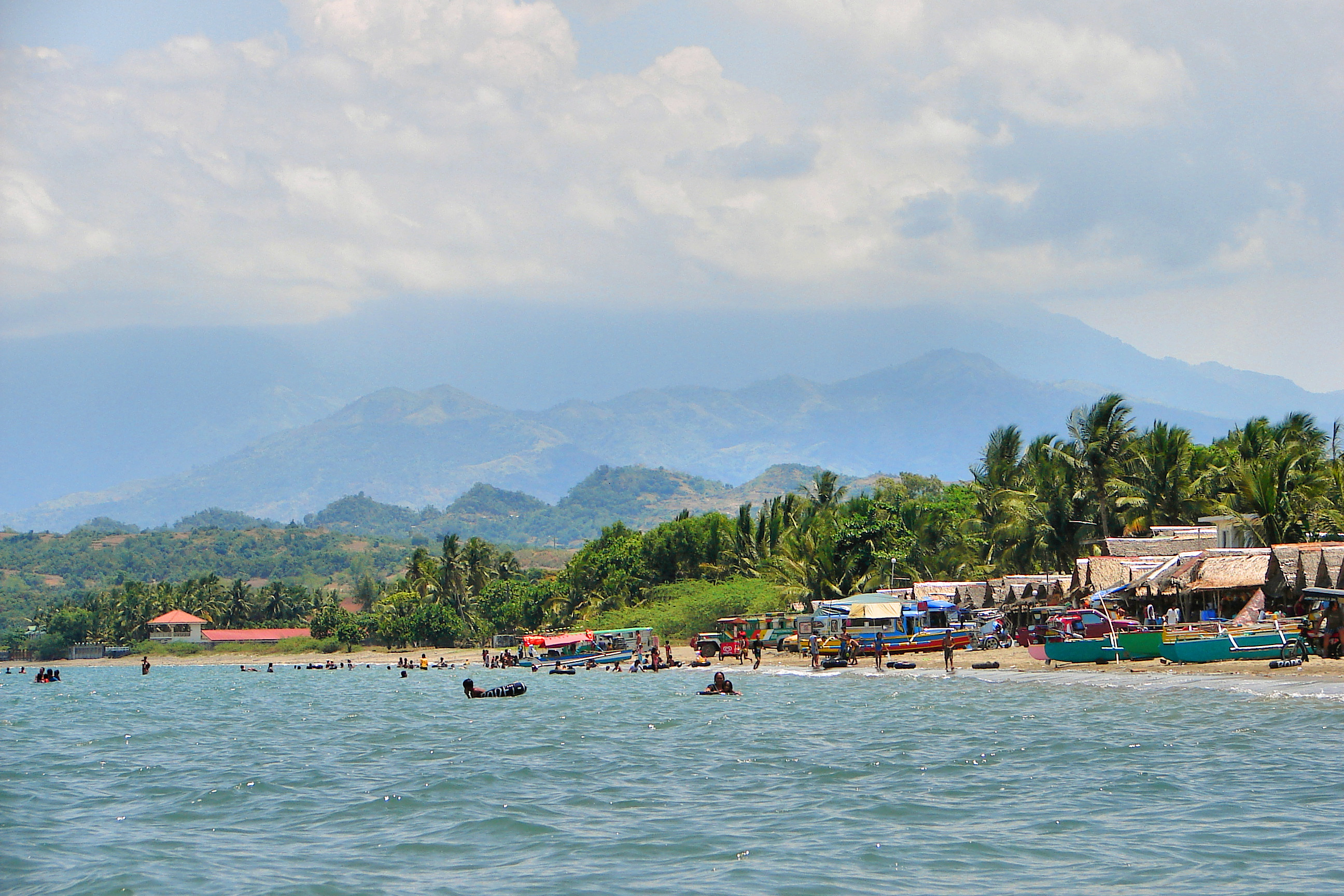
Golfe de Lingayen à San Fabian, Pangasinan